# Góra Kalwaria (stad)
Góra Kalwaria is een stad in het Poolse woiwodschap Mazovië, gelegen in de powiat Piaseczyński. De oppervlakte bedraagt 13,72 km², het inwonertal 11.060 (2005).